# Еготов, Иван Васильевич
Ива́н Васи́льевич Его́тов (1756, Москва — 29 апреля (10 мая) 1815, по другим источникам — 1814) — русский архитектор и реставратор, работавший в стиле классицизма и русской готики, статский советник.

## Биография
Родился в Москве в семье мастерового-слесаря, начальное художественное образование получил в школе лепного искусства, в 17 лет по рекомендации сенатора М. М. Измайлова поступил в Архитектурную школу при Экспедиции кремлёвского строения, учился у В. И. Баженова (с 1773 года) и М. Ф. Казакова (в 1775—1778 годах).
Любимый ученик М. Ф. Казакова, много работал с ним, с 1787 года его помощник по Экспедиции кремлёвского строения. С 1804 директор чертёжной Экспедиции, руководитель архитектурной школы при Экспедиции в 1803—1814 годах. 12.02.1809 г. пожалован в статские советники, как старший архитектор при Кремлёвских строениях. Главный архитектор Экспедиции по восстановлению столичных зданий после пожара 1812 года.

## Проекты и постройки
- Составление (под руководством М. Ф. Казакова) новых планов городов Коломны, Екатеринослава, Херсона в рамках проекта И. И. Бецкого по реконструкции уездных городов;
- Постройки в усадьбе князей Голицыных Кузьминки совместно с Р. Р. Казаковым (не сохранились) (1780—1811);

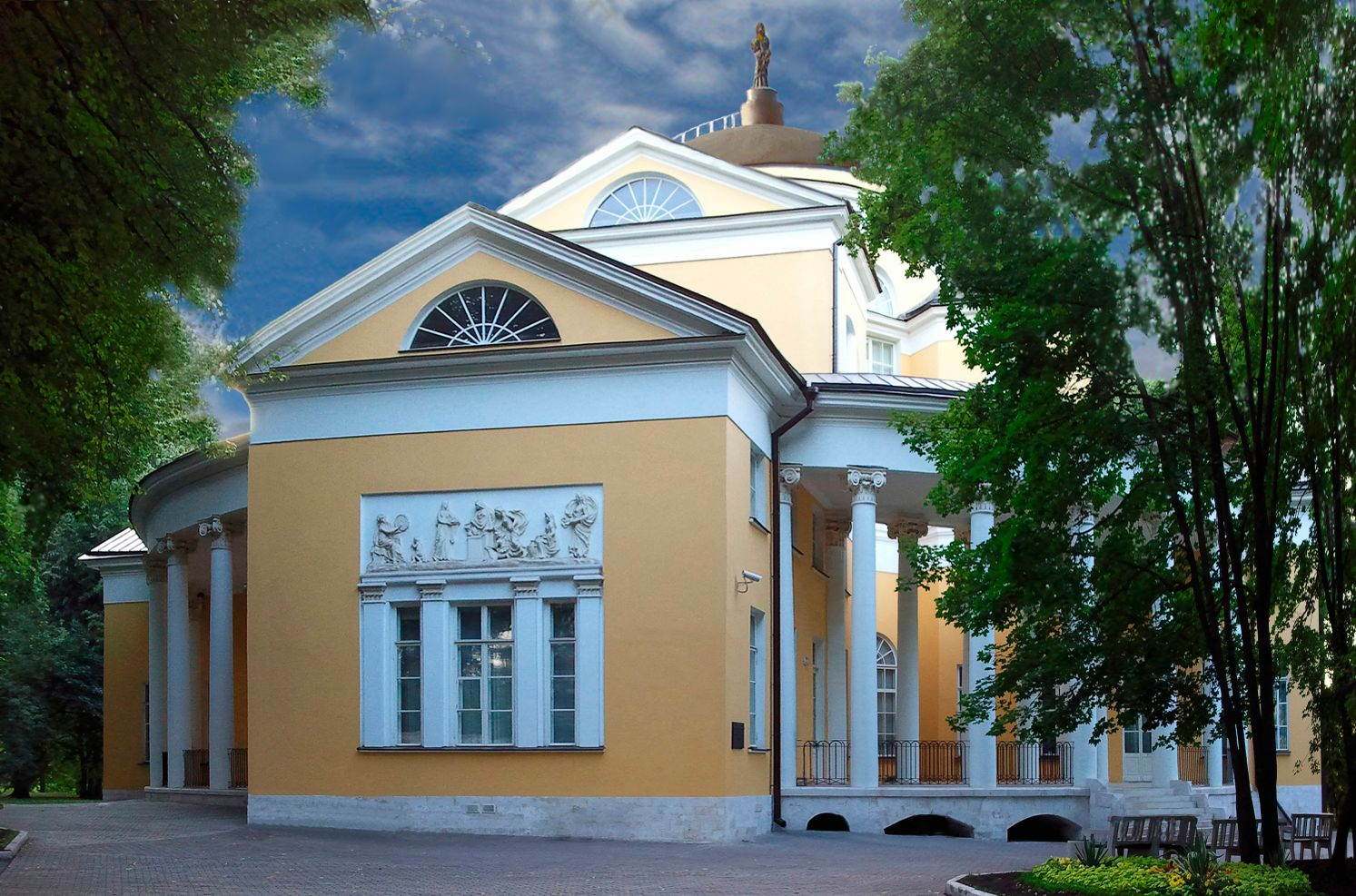
Дом-дворец Н. А. Дурасова в Люблино

- Участие в строительстве Екатерининского дворца в Лефортово (1784);
- Участие в проектировании усадьбы генерал-губернатора Москвы на Tверской улице;
- Главный корпус военного госпиталя в Лефортове (1798—1802); нынешние замкнутые в плане очертания госпиталь получил позже;
- Усадьбa Дурасовых в Люблино (1801);
- Церковь-усыпальница Голицыных (Михайловская) в Донском монастыре (1805);
- Реставрация стен и башен Московского Кремля с перестройкой Водовзводной и Никольской башен (1788, 1793—1794, 1805—1806);
- Переделкa здания Потешного дворца для размещения коменданта Кремля (1806);
- Старое здание Оружейной палаты (1806—1812). В здании во избежание пожара не было устроено печей, потому уже в 1851 году К. А. Тоном было построено новое здание. Здание Еготова было после пожара 1812 года перестроено под казармы (1820) и снесено в 1959 году;
- Башня-руина, беседки «Миловида», «Золотой сноп или Храм Цереры» и «Нерастанкино» комплекса в Царицыне;
- Проект здания Гостиного двора в Китай-городe;
- Усадьба Загряжских в Яропольце Московской области (предположительно) (1780—1790).